# Ecke von Zezschwitz
Ecke von Zezschwitz (* 23. April 1922 in Wünschendorf; † 1. März 2003 in Coburg) war ein deutscher Bodenkundler, Agrikulturchemiker und Geologe.

## Leben
Ecke von Zezschwitz entstammt der meißnischen Uradelsfamilie Zezschwitz. Geboren in Wünschendorf im Erzgebirge, wuchs er auf dem Rittergut Deutschbaselitz der Familie bei Kamenz in Sachsen auf. Seine Eltern waren der Gutsbesitzer, seit 1936, Hans von Zezschwitz (1887–1948) und Charlotte von Metzsch (* 1902), Tochter eines Landwirts. Der Vater, Regierungsvizepräsident und Ehrenritter des Johanniterordens, ist der Neffe und Adoptivsohn seines Onkels und Gutsherrn auf Deutschbaselitz, Oberst Clemens von Zezschwitz (* 1854). Nach Ende des Zweiten Weltkriegs und der Enteignung seiner Familie noch im Jahr 1945 im Zuge der Bodenreform blieb er in Westdeutschland.
Nach dem Studium und der Promotion an der Landwirtschaftlichen Hochschule Hohenheim mit der Dissertation Zur Frage der Auswertung von Bodenuntersuchungen unter Berücksichtigung württembergischer Verhältnisse (1950/51) war von Zezschwitz zunächst als Agrikulturchemiker bei verschiedenen Versuchsanstalten und Instituten tätig. So arbeitete er an der von Siegfried Gericke geleiteten Landwirtschaftlichen Versuchsanstalt der Thomasphosphat-Erzeuger in Essen-Bredeney. Dort beschäftigte er sich vor allem mit dem Verhalten der Phosphorsäure im Boden und den Möglichkeiten der Phosphorsäuredüngung.
1958 wechselte Ecke von Zezschwitz an das Geologische Landesamt nach Krefeld, wo er ab 1959 das Dezernat „Spezialkartierung für die Forstwirtschaft“ zunächst als wissenschaftlicher Angestellter und dann ab 1964 als Landesgeologe bis zum Eintritt in den Ruhestand 1981 leitete. In dieser Zeit wurden fast alle Staatsforste Nordrhein-Westfalens im Maßstab 1:10.000 bodenkundlich kartiert. Diese großmaßstäbige Waldbodenkartierung war eine seiner wichtigsten Leistungen.
Seine bodenkundliche Arbeit beeinflusste darüber hinaus jedoch die Praxis der gesamten Bundesrepublik auf diesem Gebiet. So hatte von Zezschwitz sowohl an den ersten beiden Auflagen der Bodenkundlichen Kartieranleitung, als auch an der dritten und vierten Auflage der Forstlichen Standortsaufnahme wesentlichen Anteil. Das in der bodenkundlichen Praxis zum Handwerkszeug gehörende so genannte „Korngrößen-Dreieck“, ein Diagramm, mit dem sich recht einfach die jeweilige Bodenart ermitteln lässt, hat er ebenfalls maßgeblich mitentwickelt.
Auch mit den Humusformen des Waldes und deren Bestimmung hat sich von Zezschwitz in prägender Weise auseinandergesetzt. Eine Reihe seiner Arbeiten zur Humusmorphologie zwischen 1965 und 1968 führten zur Klassifizierung von typischen Waldhumusformen im nordwestdeutschen Mittelgebirgsraum. Die Ansprachekriterien dazu hat er systematisch aufgearbeitet. Sie wurden anschließend in den bodenkundlichen Kartieranleitungen als Bestimmungsschlüssel aufgenommen. Sie sind seither die Basis der Humusformenansprache in Deutschland und werden an den Hochschulen gelehrt. Von 1976 bis 1994 leitete Dr. Ecke von Zezschwitz den Arbeitskreis Waldhumusformen der Deutschen Bodenkundlichen Gesellschaft, deren Mitglied er war.
Seine Erkenntnisse schlugen sich in 85 wissenschaftlichen Veröffentlichungen, hauptsächlich im Geologischen Jahrbuch, aber auch in forstfachlichen Organen nieder. Schon früh übernahm Ecke von Zezschwitz zudem Lehraufträge und Praktika, auch an der Forstlichen Fakultät der Georg-August-Universität Göttingen in Hann. Münden und später Göttingen. Bei Exkursionen und in Kolloquien machte er Studenten und Nachwuchs-Bodenkundler mit der Humusformenbestimmung und deren Kartierung vertraut.
Auch im Ruhestand blieb von Zezschwitz noch sehr aktiv und veröffentlichte weitere 22 Arbeiten, darunter die umfangreiche Darstellung Die Böden des Hardehausener Waldes (Forstamtsbezirk Neuenheerse) (1988). Sein Interessensschwerpunkt lag im Zuge der Debatte um das sogenannte „Waldsterben“ in den 1980er und 1990er Jahren jedoch auf der Untersuchung von Bodenveränderungen durch Immissionseinflüsse.
Der Landesgeologe Dr. Ecke von Zezschwitz starb am 1. März 2003 im oberfränkischen Coburg.

## Schriften
- Zur Frage der Auswertung von Bodenuntersuchungen unter Berücksichtigung württembergischer Verhältnisse, Dissertationsschrift, Stuttgart-Hohenheim 1950
- zusammen mit Siegfried Gericke: Bodenuntersuchung und Phosphorsäuredüngung, Essen 1952
- Zur Frage der Festlegung von Phosphorsäure im Boden, in Die Phosphorsäure (Band 13, 1953, Folge 1–3), Essen 1953
- zusammen mit Oskar Burghardt: Flugstaubbeeinflußte Böden im Bereich des Siebengebirges,  in: Geologisches Jahrbuch (Reihe F, Bodenkunde, Heft 7), Stuttgart 1979
- zusammen mit Dieter Parniewski et al.: Typische Humusformen des Pfälzerwaldes, in: Geologisches Jahrbuch (Reihe F, Bodenkunde, Heft 7), Stuttgart 1979
- Grundsätze für Bodenkartierungen zur forstlichen Standorterkundung, in: Geologisches Jahrbuch (Reihe F, Bodenkunde, Heft 16), Stuttgart 1984
- Immissionsbedingte Änderungen analytischer Kennwerte nordwestdeutscher Mittelgebirgsböden, in: Geologisches Jahrbuch (Reihe F, Bodenkunde, Heft 20), Stuttgart 1985
- Änderungen der Schwermetallgehalte nordwestdeutscher Waldböden unter Immissionseinfluß, in: Geologisches Jahrbuch (Reihe F, Bodenkunde, Heft 21), Stuttgart 1986
- Die Böden des Hardehausener Waldes (Forstamtsbezirk Neuenheerse), mit Beiträgen von Hubertus Wachter, Krefeld 1988
- Schwermetallgehalte des Waldhumus im rheinisch-westfälischen Bergland, Berichte des Forschungszentrums Waldökosysteme (Reihe B, Band 43), Göttingen 1995
- als Mitverfasser: Waldböden des Lipper Berglandes, In: Geologie und Paläontologie in Westfalen (Heft 58), Münster  2001 (ISBN 3-924590-74-5)